# لا مؤاخذة (فلم)
لا مؤاخذة فيلم كوميدي مصري يرصد قضيّة الدين في مصر، عن طريق تجسيد شخصيّة طفل مسيحي هاني عبد الله بيتر والذي يقوم بدوره أحمد داش.

## قصة الفيلم
يرصد الفيلم قضية شائكة للغاية وتكاد تكون من المحرمات في السينما المصرية وهي قضية الدين. يكشف الفيلم النقاب عن حياة طفل مسيحي هاني عبد الله بيتر (أحمد داش) يتوفى والده، وسرعان ما تتراكم المشاكل على والدته حين تكتشف أن ميراث زوجها متمثل في ديون طائلة. تضطر الأم لنقل هاني لمدرسة حكومية بدلاً من مدرسته الخاصة. وحيث أن هذا الطفل خائف من الاضطهاد الديني فيدعي أنه طفل مسلم لتتوالى الأحداث. تتعقد الأحداث وترصد المشاهد كثير من المواقف والتعقيدات التي تتعلق بتلك القضية.

## طاقم التمثيل
- أحمد داش: (هاني عبد الله بيتر)
- كندة علوش: (كريستين سعد مات - والدة هاني)
- هاني عادل: (عبد الله بيتر - والد هاني)
- بيومي فؤاد: (ناظر المدرسة الحكومية)
- سامية أسعد : (مس نيللي)
- محمد عادل : (أمين)
- معاذ نبيل : (مؤمن)
- أبو بكر أسامة : (علي)
- لجينه محمد سمير : (سارة)
- رامي غيط: (شقاوة)
- ليلى عز العرب : (موظفة السفارة)
- محمد عبد العظيم : (رجب بحر)
- هند صبري: (ضيفة شرف)
- آسر ياسين: (ضيف شرف)
- أحمد حلمي: (الراوي)

## وصلات خارجية
- مقالات تستعمل روابط فنية بلا صلة مع ويكي بيانات
- عمرو سلامة: لا اتعمد مناقشة قضايا شائكة في أفلامي.. و«لامؤاخذة» دعوة للتعايش